# Secret Summer
Albums de Secret
Letter from Secret
(2013)
Singles
1. I'm in Love
Sortie : 11 août 2014

Secret Summer est le cinquième mini-album du girl group sud-coréen Secret. L'album est sorti le 11 août 2014 et contient six titres. L'album est disponible en deux versions, l'une rose et l'autre bleu.

## Promotion
Le titre-phare, "I'm in Love", est sorti le 11 août 2014. Le clip vidéo officiel est mis en ligne le même jour. La chanson a été écrite et produite par Duble Sidekick.
Secret fait la promotion d'"I'm in Love" ainsi que de "U R Fired" et "Could Do Better" sur les programmes de classements musicaux en août 2014 comme le Music Bank, Show! Music Core, Inkigayo et le M! Countdown. Elles ont aussi tenu un showcase par MelOn le jour de la sortie de l'album.

## Liste des pistes
| 1.    | Feel the Secret (Intro)    | Park Sooseok, Inwoo | Park Sooseok, Inwoo | 1:12 |
| 2.    | I'm in Love                | Duble Sidekick      | Duble Sidekick      | 3:28 |
| 3.    | Look at Me                 | Marco               | Marco, New Sun      | 3:23 |
| 4.    | U R Fired                  | Park Sooseok, Inwoo | Park Sooseok, Inwoo | 3:28 |
| 5.    | I Would Do Well            | Marco               | Marco               | 3:05 |
| 6.    | I'm in Love (Instrumental) |                     | Duble Sidekick      | 3:28 |
| 17:24 |                            |                     |                     |      |

## Classement
| Classement              | Meilleure position |
| ----------------------- | ------------------ |
| Gaon Weekly album chart | 2                  |

### Ventes
| Classement               | Ventes               |
| ------------------------ | -------------------- |
| Ventes physiques de Gaon | COR : plus de 10 931 |

## Historique de sortie
| Pays         | Date         | Formats                      | Label                               |
| ------------ | ------------ | ---------------------------- | ----------------------------------- |
| Corée du Sud | 11 août 2014 | CD, téléchargement numérique | TS Entertainment LOEN Entertainment |
| Mondial      | 11 août 2014 | Téléchargement numérique     | Sony Music                          |